# Coudenhove-Kalergi-Plakette

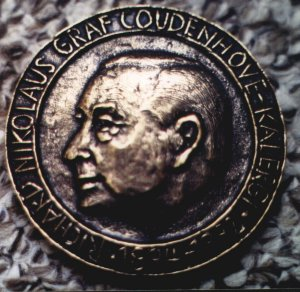
Coudenhove-Kalergi-Plakette

Die Coudenhove-Kalergi-Plakette wird seit dem Jahr 2002 von der Europa-Union in Münster verliehen, um damit Persönlichkeiten und Institutionen zu würdigen, die sich durch ihr Engagement für Europa ausgezeichnet haben. Die Plakette ist auf Richard Nikolaus Coudenhove-Kalergi zurückzuführen.

## Preisträger
Bisherige Preisträger waren:
- 2002: Annemarie Peus[2]
- 2005: EUREGIO
- 2007: Jean-Claude Juncker[3]
- 2010: Simone Veil
- 2012: Heinrich Hoffschulte[4]
- 2015: „Singende Revolution“, stellvertretend entgegengenommen von Trivimi Velliste (Estland, ehemaliger Außenminister und UN-Botschafter), Dainis Īvāns (Lettland, Vorsitzender des ersten Parlaments nach 1990) und Vytautas Landsbergis (Litauen, erstes Staatsoberhaupt nach 1990)[5]